# Liste französisch-portugiesischer Städte- und Gemeindepartnerschaften
Diese Liste von Städte- und Gemeindepartnerschaften zwischen Frankreich und Portugal führt die Städte- und Gemeindefreundschaften zwischen Frankreich und Portugal auf.
Rund 200 französische und portugiesische Kommunen sind freundschaftlich verbunden oder streben dies an (Stand 2013), manche pflegen mit mehreren Orten gleichzeitig eine „Jumelage“ bzw. „Parceria da cidade“. Diese hohe Zahl ist Ausdruck der jahrhundertealten engen französisch-portugiesischen Beziehungen. Die erste derartige Städtebekanntschaft wurde nach der Nelkenrevolution geschlossen, es handelte sich um das französische Achères und das portugiesische Amarante im Jahre 1977.

## Liste der Städtepartnerschaften und -freundschaften
| Französischer Ort              | Portugiesischer Ort                | Seit      | Anmerkung                                           |
| ------------------------------ | ---------------------------------- | --------- | --------------------------------------------------- |
| Achères                        | Amarante                           | 1977      |                                                     |
| Aix-en-Provence                | Coimbra                            | 1982      |                                                     |
| Alfortville                    | Cantanhede                         | ungenannt |                                                     |
| Andrézieux-Bouthéon            | Maia                               | 2002      |                                                     |
| Arcachon                       | Aveiro                             | 1989      |                                                     |
| Aubergenville                  | Alcobaçal                          | ungenannt |                                                     |
| Azay-le-Rideau                 | Nisa                               | 1993      |                                                     |
| Beauvais                       | Setúbal                            | 1982      |                                                     |
| Berstett                       | Ourondo (Kreis Covilhã)            | 1999      |                                                     |
| Biarritz                       | Cascais                            | 1988      |                                                     |
| Biscarrosse                    | Pombal                             | 1984      |                                                     |
| Blain                          | Alcoutim                           | 2004      |                                                     |
| Bobigny                        | Setúbal                            | 2004      | Kooperationsabkommen                                |
| Bourges                        | Aveiro                             | 1989      |                                                     |
| Bondy                          | Alcácer do Sal                     | 1999      |                                                     |
| Bouchemaine                    | Lamego                             | ungenannt |                                                     |
| Bordeaux                       | Porto                              | 1978      |                                                     |
| Breuil-le-Sec                  | Vila Franca das Naves              | 2007      |                                                     |
| Brive-la-Gaillarde             | Guimarães                          | 1993      |                                                     |
| Brocéliande                    | Bragança                           | 1997      |                                                     |
| Brunoy                         | Espinho                            | 1994      |                                                     |
| Cadaujac                       | Sabrosa                            | 1997      |                                                     |
| Cambo-les-Bains                | Caldas da Rainha                   |           | in Anbahnung                                        |
| Cenon                          | Paredes de Coura                   | 2008      |                                                     |
| Cerizay                        | Montemor-o-Velho                   | 1988      |                                                     |
| Chagny-en-Bourgogne            | Vila Nova de Cerveira              | 1999      |                                                     |
| Châlette-sur-Loing             | Ponte de Lima                      | 1988      |                                                     |
| Champigny-sur-Marne            | Alpiarça                           | 2006      |                                                     |
| Cissé                          | Samuel                             | 1989      | im Rahmen der European Charter – Villages of Europe |
| Clamart                        | Penamacor                          | 2006      |                                                     |
| Clermont-Ferrand               | Braga                              | 2000      |                                                     |
| Clichy-la-Garenne              | Santo Tirso                        | 1991      |                                                     |
| Compiègne                      | Guimarães                          | 2007      |                                                     |
| Contrexéville                  | Mealhada                           | 1988      |                                                     |
| Contrexéville                  | Seia                               | 1988      | 1993 erweitert                                      |
| Courcoury                      | Mealhada                           | 1991      |                                                     |
| Courcoury                      | Pampilhosa da Serra                | 1997      |                                                     |
| Créteil                        | Loulé                              | 2016      |                                                     |
| Dammarie-les-Lys               | Arcos de Valdevez                  | 1999      |                                                     |
| Deuil-la-Barre                 | Lourinhã                           | 2009      | 2016 erweitert                                      |
| Dijon                          | Guimarães                          | 2016      | 2011 bereits Kooperationsabkommen                   |
| Dissay                         | Vila Nova da Barquinha             | 2000      |                                                     |
| Douchy-les-Mines               | Vila Nova de Poiares               | 1990      |                                                     |
| Domfront                       | Seia                               | 2000      |                                                     |
| Draveil                        | Esmoriz                            | 1990      |                                                     |
| Écully                         | Lourinhã                           | 1995      |                                                     |
| Erstein                        | São João de Loure                  | 2004      |                                                     |
| Feyzin                         | Gondomar                           | 1986      |                                                     |
| Fondettes                      | Constância                         | 1998      |                                                     |
| Fontenay-sous-Bois             | Marinha Grande                     | 1984      |                                                     |
| Frontignan                     | Vizela                             | 2007      |                                                     |
| Fréhel                         | Mafra                              | 1993      |                                                     |
| Gien                           | Redondo                            | 2007      |                                                     |
| Givors                         | Vila Nova de Famalicão             | 1992      |                                                     |
| Gond-Pontouvre                 | Boticas                            | 2009      |                                                     |
| Gradignan                      | Figueira da Foz                    | 1992      |                                                     |
| Granville                      | Sesimbra                           | 1989      | im Rahmen der Douzelage                             |
| Grasse                         | Vila Real                          | 1985      |                                                     |
| Grignols                       | Celorico da Beira                  | 1995      |                                                     |
| Hem                            | Aljustrel                          | 2000      |                                                     |
| Hendaye                        | Viana do Castelo                   | 1998      |                                                     |
| Houilles                       | Celorico de Basto                  | 2006      |                                                     |
| Jacou                          | Sernancelhe                        | 1998      |                                                     |
| Joué-lès-Tours                 | Feira (Kreis Santa Maria da Feira) | 1989      |                                                     |
| Labouheyre                     | Gouveia                            | 1987      |                                                     |
| La Chapelle-Heulin             | Sousel                             | 1999      |                                                     |
| La Couture                     | Murça                              | 2000      | Kooperationsabkommen                                |
| La Garenne-Colombes            | Valpaços                           | ungenannt |                                                     |
| Lagny-sur-Marne                | Mira                               | ungenannt |                                                     |
| Lagos                          | Lagos                              | 1998      | Kooperationsabkommen                                |
| Lamballe                       | Oliveira do Bairro                 | 1998      |                                                     |
| La Mézière                     | Belmonte                           | 1988      |                                                     |
| Langon                         | Canelas                            | 1993      |                                                     |
| Lannemezan                     | Tondela                            | 1995      |                                                     |
| Le Plessis-Trévise             | Ourém                              | 1992      |                                                     |
| La Réole                       | Oliveira do Douro                  | 2000      | 1992 erstes Abkommen                                |
| Larçay                         | Santa Marta de Penaguião           | 2006      |                                                     |
| La Riche                       | Estarreja                          | 1989      |                                                     |
| Lavelanet                      | Melgaço                            | 2012      |                                                     |
| Le Beausset                    | Terras de Bouro                    | ungenannt |                                                     |
| Le Cannet                      | Vila do Conde                      | 1987      |                                                     |
| Le Cendre                      | Murça                              | 2012      |                                                     |
| Léognan                        | Joane                              | 1998      |                                                     |
| Léon                           | Vagos                              | 2000      |                                                     |
| Le Raincy                      | Caldas da Rainha                   |           | in Anbahnung                                        |
| Lescar                         | Sátão                              | 1988      |                                                     |
| Les Cerqueux                   | São João de Lourosa                | 1998      |                                                     |
| Les Clayes-sous-Bois           | Ponte da Barca                     | 2003      |                                                     |
| Les Mureaux                    | Alcanena                           | 2000      |                                                     |
| Lesparre-Médoc                 | Olhão                              | 1994      |                                                     |
| Les Pavillons-sous-Bois        | Bragança                           | 1996      |                                                     |
| Les Ulis                       | Sátão                              | 2011      |                                                     |
| Levet                          | Fornos de Algodres                 | 2000      |                                                     |
| Longjumeau                     | Condeixa-a-Nova                    | 1993      |                                                     |
| Lourdes                        | Fátima (Kreis Ourém)               | 1996      | im Rahmen der Shrines of Europe                     |
| Mâcon                          | Santo Tirso                        | 1992      |                                                     |
| Magnac-sur-Touvre              | Paredes de Coura                   | 2008      |                                                     |
| Mantes-la-Jolie                | Maia                               | 2000      |                                                     |
| Marly-le-Roi                   | Viseu                              | 1996      |                                                     |
| Mende                          | Vila Real                          | 2004      |                                                     |
| Mérignac                       | Matosinhos                         | 1988      |                                                     |
| Meulan-en-Yvelines             | Arraiolos                          | 2013      |                                                     |
| Millau                         | Mealhada                           | 2010      |                                                     |
| Montalivet-les-Bains           | Olhão                              | 1994      |                                                     |
| Montereau-Fault-Yonne          | Paredes                            | 2001      |                                                     |
| Montgeron                      | Póvoa de Varzim                    | 1988      |                                                     |
| Montluçon                      | Guimarães                          | 2016      |                                                     |
| Montmagny                      | Sever do Vouga                     | 2006      |                                                     |
| Morlaàs                        | Manteigas                          | 1989      |                                                     |
| Mutzig                         | Almeida                            | 2011      |                                                     |
| Neufchâteau                    | Miranda do Corvo                   | 1997      |                                                     |
| Neuves-Maisons                 | Póvoa de Lanhoso                   | 1987      | 1993 erneuert                                       |
| Neuville-de-Poitou             | Soure                              | 1987      | 1993 erneuert                                       |
| Neuviller-la-Roche             | Rabaçal (Penela)                   | 2012      |                                                     |
| Neuville-sur-Saône             | Cabeceiras de Basto                | 1997      |                                                     |
| Nogent-sur-Marne               | Nazaré                             | 1993      |                                                     |
| Notre-Dame-de-Bondeville       | Riachos                            | 1996      |                                                     |
| Ormesson-sur-Marne             | Penela                             | 2010      |                                                     |
| Orsay                          | Vila Nova de Paiva                 | ungenannt |                                                     |
| Orthez                         | Miranda do Douro                   | 1999      |                                                     |
| Orthez                         | Mirandela                          | 1993      |                                                     |
| Ozoir-la-Ferrière              | Esposende                          | 1997      |                                                     |
| Petit-Quevilly                 | Santa Marinha                      | 1996      |                                                     |
| Pithiviers                     | Ovar                               | 1993      |                                                     |
| Plaisir                        | Moita                              | 2001      |                                                     |
| Ploumagoar                     | Mogadouro                          | 1993      |                                                     |
| Paris                          | Lissabon                           | 1998      | Kooperationsabkommen                                |
| Parthenay                      | Abrantes                           | 1993      |                                                     |
| Perpignan                      | Tavira                             | 2001      |                                                     |
| Pessac                         | Viana do Castelo                   | 2010      |                                                     |
| Petit-Couronne                 | Vila Verde                         | 1989      |                                                     |
| Plaisir                        | Baixa da Banheira                  | 1994      |                                                     |
| Poitiers                       | Coimbra                            | 1979      |                                                     |
| Poligny                        | Arouca                             | 1998      |                                                     |
| Pontault-Combault              | Caminha                            | 1979      |                                                     |
| Pont-Sainte-Maxence            | Felgueiras                         | 1993      |                                                     |
| Pont-Saint-Esprit              | Penacova                           | 1999      |                                                     |
| Pont-Saint-Vincent             | Avô                                | 1987      |                                                     |
| Prades                         | Lousã                              | 1991      |                                                     |
| Puteaux                        | Braga                              | 2001      |                                                     |
| Puy-Notre-Dame                 | Loulé                              | 2004      |                                                     |
| Quincieux                      | Cabeceiras de Basto                | 2005      |                                                     |
| Quincy-sous-Sénart             | Tarouca                            |           | in Anbahnung                                        |
| Quint-Fonsegrives              | Leiria                             | 2013      |                                                     |
| Rambouillet                    | Torres Novas                       |           | seit 2010 in Anbahnung                              |
| Rennes                         | Braga                              | 1993      |                                                     |
| Riom                           | Viana do Castelo                   | 1982      |                                                     |
| Roubaix                        | Covilhã                            | 2000      |                                                     |
| Romorantin-Lanthenay           | Sousel                             |           | in Anbahnung                                        |
| Saint-Arnoult-en-Yvelines      | Terras de Bouro                    | 2004      |                                                     |
| Saint-Doulchard                | Oleiros                            | ungenannt |                                                     |
| Saint-Avertin                  | Mondim de Basto                    | ungenannt |                                                     |
| Sainte-Consorce                | Fornos de Algodres                 | 2013      |                                                     |
| Sainte-Geneviève-des-Bois      | Penafiel                           | 1999      |                                                     |
| Saint-Étienne                  | Oeiras                             | 1996      |                                                     |
| Saint-Étienne-lès-Remiremont   | Aves                               | 1986      |                                                     |
| Saint-Fargeau-Ponthierry       | Vila Nova de Famalicão             | 1989      |                                                     |
| Saint-Galmier                  | Ribeira de Pena                    | 1999      |                                                     |
| Saint-Georges-lès-Baillargeaux | Marco de Canaveses                 | 1994      |                                                     |
| Saint-Mandé                    | Vila Verde                         |           | in Anbahnung                                        |
| Saint-Mars-d’Égrenne           | Aldeia Viçosa                      | 1994      |                                                     |
| Saint-Maximin                  | Figueiró dos Vinhos                | 2008      |                                                     |
| Saint-Maur-des-Fossés          | Leiria                             | 1982      |                                                     |
| Saint-Paul-lès-Dax             | Amares                             | 1993      |                                                     |
| Saint-Péray                    | Santo Tirso                        | 1991      |                                                     |
| Sarlat-la-Canéda               | Valpaços                           |           | in Anbahnung                                        |
| Sartrouville                   | Paços de Ferreira                  | 1996      |                                                     |
| Sens                           | Fafe                               | 2012      |                                                     |
| Sury-le-Comtal                 | Cabeceiras de Basto                | ungenannt |                                                     |
| Talence                        | Chaves                             | 2005      |                                                     |
| Tarascon-sur-Ariège            | Monção                             | 1992      |                                                     |
| Tarnos                         | Serpa                              | 1998      |                                                     |
| Thourotte                      | Alter do Chão                      | 2006      |                                                     |
| Tourcoing                      | Guimarães                          | 1997      |                                                     |
| Tours                          | Braga                              | 1993      |                                                     |
| Trélazé                        | Valongo                            | 1997      |                                                     |
| Tulle                          | Lousada                            | 1995      |                                                     |
| Tullins                        | Leça da Palmeira                   | 1994      |                                                     |
| Vandœuvre-lès-Nancy            | Ponte de Lima                      | 1989      |                                                     |
| Vert-le-Grand                  | Idanha-a-Nova                      | 1996      |                                                     |
| Vierzon                        | Barcelos                           | 1998      |                                                     |
| Vigneux-sur-Seine              | Monção                             | 2007      | Kooperationsabkommen                                |
| Villecresnes                   | Anadia                             | ungenannt |                                                     |
| Villiers-sur-Marne             | Entroncamento                      | 1989      |                                                     |
| Villejuif                      | Vila Franca de Xira                | 1981      |                                                     |
| Villemomble                    | Portimão                           | 1988      |                                                     |
| Villenave-d’Ornon              | Torres Vedras                      | 1992      |                                                     |
| Villeneuve-d’Olmes             | Golegã                             | ungenannt |                                                     |
| Villetaneuse                   | Vila Nova de Foz Côa               | 1993      |                                                     |
| Vincennes                      | Tomar                              | 1998      |                                                     |
| Viroflay                       | Carcavelos                         | ungenannt |                                                     |
| Wattrelos                      | Guarda                             | 1990      |                                                     |
| Wissous                        | Figueira de Castelo Rodrigo        | 1999      |                                                     |
| Zicavo                         | Ferreira do Alentejo               | 1998      |                                                     |